# Карти, гроші, два стволи
«Карти, гроші, два стволи» (англ. Lock, Stock and Two Smoking Barrels) — британський художній фільм, чорна комедія 1998 року. Фільм не рекомендується до перегляду дітям до 16 років.
«Карти, гроші, два стволи» став першим повнометражним фільмом Гая Річі, який до цього працював кліпмейкером. Критики сприйняли фільм неоднозначно, багато хто вважав його вторинним, наслідуванням «Кримінальному чтиву» (англ. Pulp Fiction) Квентіна Тарантіно, але глядачі оцінили стрічку: у світовому прокаті фільм зібрав 28 мільйонів доларів, що для Великої Британії є серйозним успіхом. «Карти, гроші, два стволи» отримав 12 великих міжнародних і внутрішніх нагород. На 1 березня 2024 року фільм займав 166-ту позицію у списку 250 кращих фільмів за версією IMDb.

## Назва
Назва фільму Lock, Stock and Two Smoking Barrels обігрує англійську ідіому lock, stock and barrel («замок, заряд і дуло»), що в переносному сенсі означає «все вкупі» (перераховані складові частини рушниці). В українському озвученні фільм отримав іншу назву, яка втрачає оригінальний англійський каламбур, проте опирається на реалії самого фільму.

## Сюжет
Четверо друзів — Еді, Том, «Мило» і Бекон збирають по £25 000, щоб допомогти Еді обіграти в покер Гарі «Сокиру» Лансдейла, великого гангстера, магната, що торгує штучними фалосами, і карткового шулера. Протягом гри ставки починають рости — всі суперники Еді і Гарі пасують, а ті продовжують гру, і ставка доходить до £250 000. Еді програє — тепер він винен Гарі півмільйона. Гарі через бандита «Великого Кріса» пропонує як борг віддати бар, що належить батькові Еді, Джейді — виявляється, що багато років тому батько Еді «по великому» обіграв Лансдейла, і той вирішив коли-небудь помститися.
В той же час два придуркуваті грабіжники Гері і Дін отримують замовлення від Баррі «Баптіста», помічника Лансдейла, вкрасти дві цінні старовинні рушниці. Грабіжники проникають в будинок, де зберігаються рушниці і крадуть з антикварної шафи (як і було сказано) якусь зброю. Вони знаходять ще дві рушниці, але оскільки їм було сказано віддати Баррі тільки рушниці з шафи, Гері і Дін залишають рушниці собі і потім продають їх на сторону — Ніку «Греку». Тим часом, Дог, що живе поряд з Еді, ватажок невеликої, але жорстокої банди, вирішує пограбувати невелику квартирну нарколабораторію. Планк, член банди Дога, давно купує марихуану в цій лабораторії. Він з'ясовує стан справ, і звітує Догові. Той складає план пограбування. Еді з друзями намагаються придумати, як за тиждень дістати £500 000, але їм нічого не приходить в голову. Через тонку стінку вони чують нараду банди Дога і вирішують пограбувати сусідів, коли ті повернуться із запланованої справи. Друзі пропонують Ніку «Греку» купити велику партію марихуани, яку вони мають намір добути. Нік погоджується, і заразом продає їм дві старовинні рушниці — якраз ті, що продали йому Гері і Дін.
Гарі Лансдейл, отримавши крадену зброю, не знаходить серед рушниць тих, які були йому потрібні, і наказує знайти їх. Гері дзвонить Ніку, що купив рушниці, але той повідомляє, що вже перепродав зброю і тепер не зможе її знайти.
Банда Дога вирушає на справу. Коли вони прибувають в лабораторію, «ботаніки» чинять банді опір і навіть вбивають одного, але дати серйозну відсіч вони не можуть — члени банди вбивають одного з них, другому прострілюють ногу, а також забирають всі гроші і марихуану. Коли вони повернулись додому, там їх зустріли Еді та його друзі, одягнені в маски. Вони заскочують Дога зненацька і викрадають фургон банди з грошима і наркотиками, після чого, залишивши все в квартирі Еді, вирушають святкувати успіх. Дог розлючений, і вимагає у своїх «шісток» розшукати грабіжників. У шаленстві, він хапає Планка і кидає його об стіну. Стіна проламується, і голова Планка виявляється з того боку, в квартирі Еді, де він бачить декілька мікрофонів, які друзі Еді використовували для того, щоб підслуховувати розмови у Дога. У квартирі виявляється і награбований товар — його переносять до Дога, і банда влаштовує засідку.
Нік «Грек» пропонує купити марихуану, яку йому обіцяв Еді, Рорі «Ломнику», ватажку великої банди. Але тут виявляється, що пограбована нарколабораторія належала якраз Рорі, і той здогадується, що Нік хотів продати йому саме цю партію «травички». Нік лякається і повідомляє, що марихуану йому обіцяв Еді. Рорі негайно виїжджає на квартиру Еді і застає людей Дога, що там причаїлися. Починається перестрілка, в якій гинуть всі члени обох банд, окрім самого Дога, який, прихопивши сумку з грошима і дві рушниці, що лежали в квартирі Еді, вистрибує у вікно. На вулиці він зустрічає «Великого Кріса», якого прислали нагадати про борг. Кріс бачить зброю, і, недовго думаючи, відбирає у Дога рушниці і сумку.
Еді і друзі прибувають додому. Виявивши квартиру в розгромленому стані і усіяну трупами, вони спочатку перебувають в шоці. Тут дзвонить Гарі Лансдейл: «Великий Кріс» приніс йому гроші і рушниці, і Гарі, природно, вирішив, що це і є борг. Гарі цікавиться, як рушниці потрапили до Еді і негайно викликає його до себе.
Тим часом, Гері і Дін, яким було доручено дістати цінні рушниці, весь час слідували за «Великим Крісом», не знаючи, що він працює на того ж боса, що і їхній власний працедавець Баррі «Баптіст». Вони їдуть слідом за Крісом, і, нарешті, прибувають до секс-шопу — штабу Гарі Лансдейла. Коли Кріс виходить звідти без рушниць, вони вирішують прорватися всередину. Внаслідок цього, спочатку Гарі, побачивши Діна, який націлився на нього, вбиває його, потім Гері уривається в кабінет і застрелює Лансдейла. «Баптист», що сидить позаду, кидає в спину Гері сокирку — той обертається і стріляє в Баррі. Обидва впізнають один одного і вмирають.
Еді та його друзі приїжджають до Гарі і знаходять там тільки трупи. Вони забирають гроші і йдуть, але Том затримується для того, щоб розглянути рушниці.
Поки «Великий Кріс» повертав гроші, в його машині з'явився Дог, що отямився і вислідив Кріса. Коли машина від'їжджає подалі, Дог з'являється на задньому сидінні і, приставивши ніж до горла «Маленького Кріса», сина «Великого Кріса», вимагає негайно повертатися до Гарі. Кріс погоджується, але, під'їжджаючи до місця призначення, він навмисно врізається в припарковану тут же машину Еді, і Дог непритомніє. «Великий Кріс» жорстоко вбиває Дога і відкриває машину друзів Еді, щоб вибачитися за те, що врізався в них, але виявляє, що всі троє, що сидять в машині, знепритомніли, і один з них тримає в руках сумку з грошима, що належить Гарі. Кріс забирає сумку і піднімається до Гарі, де знаходить мертві тіла і Тома з двома рушницями в руках. Том, знаючи, що рушниці не заряджені, направляє стволи на Кріса і, тримаючи його на прицілі, виходить. Кріс виходить через інші двері — він залишається з грошима, а Том — з рушницями.
Друзів заарештовують, але вони відкидають всі звинувачення, і єдиний доказ, що може слугувати обвинуваченню, — дві старовинні рушниці. Проте всі думають, що Том залишив їх в кабінеті Гарі. Коли Том говорить, що рушниці у нього, друзі вимагають негайно викинути їх в річку. Том виїжджає, і тут з'являється «Великий Кріс». Кріс приносить друзям сумку і говорить, що він узяв трохи грошей для себе і сина. Сумка виявляється порожня, але на її дні лежить каталог антикварної зброї, де поряд з фотографією рушниць, які Том відправився викидати, вказана їх орієнтовна вартість — сягає до £300 000 за екземпляр. Друзі негайно дзвонять Тому.
Том викидає рушниці в річку, але вони падають на приступцю біля поручнів моста. Тому доводиться сильно перегнутися через поручні, засунувши мобільний телефон собі до рота, щоб він не випав з кишені пальто. Фінальний кадр — телефон починає дзвонити у Тома в роті, і йому доводиться вирішувати — відразу відповісти на дзвінок або спочатку зіштовхнути рушниці у воду.

## Акторський склад
- Джейсон Флемінг — Том
- Декстер Флетчер — «Мило»
- Нік Моран — Едді
- Джейсон Стейтем — Бекон
- Стівен Макінтош — Вінстон
- Стінг — Джей Ді
- Нік Марк — Чарльз
- Вінні Джонс — Великий Кріс
- Ленні МакЛін — Баррі «Баптист»
- Стів Свіні — Дошка
- Пітер МакНічол — Малий Кріс
- Сюзі Ратнер — Глорія
- П Моріарті — «Сокира» Гаррі Лонсдейл
- Стівен Маркус — Нік «Грек»
- вас Блеквуд — Рорі Лом
- Франк Харпер — Діамантовий Пес
- Алан Форд — Алан / Оповідач
- Віктор МакҐуір — Ґарі
- Джейк Абрагам — Балка
- Роб Брайдон — Інспектор дорожнього руху
- Денні Джон-Джул — Бармен

### Факти про акторський склад
- Роль Джея Ді, батька Еді, зіграв англійський музикант і співак Стінг. Його дружина Труді Стайлер була виконавчим продюсером фільму. Вона з чоловіком познайомила режисера Річі з Мадонною, які пізніше одружились.
- Баррі «Хрестителя» грає Ленні Маклін, професійний спортсмен-боєць. Маклін під час знімання захворів, але, думаючи, що підхопив лише застуду, продовжив зйомки. Згодом з'ясувалося, що у нього рак легенів, і 28 липня 1998 року, за місяць до прем'єри фільму, Маклін помер. Продюсери вирішили змінити афіші так, щоб його прізвище було серед виконавців головних ролей, хоча насправді персонаж у Ленні другого плану.
- Фільм став акторським дебютом Вінні Джонса і Джейсона Стейтема.

## Саундтрек
Саундтрек до фільму вийшов у 1998 році у Великій Британії на лейблі Island Records.
1. Ocean Colour Scene — «Hundred Mile High City»
2. Junior Murvin — «Police and Thieves»
3. James Brown — «The Boss»
4. Skanga — «Truly, Madly, Deeply»
5. Dusty Springfield — «Spooky»
6. The Castaways — «Liar, Liar»
7. The Stooges — «I Wanna Be Your Dog»
8. Stretch — «Why Did You Do It»
9. Robbie Williams — «Man Machine»
10. David Hughes & John Murphy — «Zorba's Dance»
11. James Brown — «The Payback»
12. E-Z Rollers — «Walk This Land»
13. The Stone Roses — «Fool's Gold»
14. Pete Wingfield — «18 With a Bullet»
15. Evil Superstars — «Oh Girl»

## Сприйняття та критика
На Rotten Tomatoes фільм має загальний рейтинг 75 %, оснований на 65 відгуках кінокритиків. На Metacritic рейтинг критиків становить 66 з 100.
Джон Фергюсон, у статті для Radio Times, назвав фільм «найкращим британським кримінальним фільмом з часів Довгої Страсної п’ятниці». Деякі критики сприйняли фільм неоднозначно, вважаючи його наслідуванням «Кримінальному чтиву». 1998 року фільм був номінований на премію Британської академії як найкращий британський фільм року. 2000 року Річі здобув премію Едгара від Товариства письменників детективного жанру Америки за найкращий сценарій фільму. 2004 року Total Film поставив фільм на 38-е місце у списку найкращих британських фільмів усіх часів. 2016 року журнал Empire поставив Lock, Stock на 75 місце у своєму списку 100 найкращих британських фільмів.

## Факти
- Передісторією до фільму є короткометражка Гая Річі «Важка справа»[16]
- Каталог антикварної зброї, який з'являється в кінці фільму, називається «Botherby's» — пародія на реальний англійський каталог «Sotheby's».
- Сцени, в якій Нік «Грек» розбиває скло кавового столика, з самого початку не було в сценарії. Такий епізод стався під час зйомок, і Річі вирішив включити його в фільм.
- Під час сцени в офісі Лонсдейла, коли гинуть Гері, Дін, Баррі «Хреститель» та Гаррі «Сокира», звучить музична тема з фільму Серджо Леоне «На кілька доларів більше».

## Виноски
1. ↑  Також відомий під назвою «Карти, гроші та два стволи, що димлять»